# Joseph Francis Ryan
Joseph Francis Ryan (* 1. März 1897 in Dundas, Ontario; † 23. März 1990 in Hamilton (Ontario), Ontario) war ein kanadischer römisch-katholischer Geistlicher und Bischof.
Ryan wuchs in Hamilton auf. Er besuchte das St. Jerome’s College in Waterloo und das St. Augustine’s Seminary in Toronto. Ryan wurde am 21. Mai 1921 von Thomas Joseph Dowling, Bischof von Hamilton, für das Bistum Hamilton zum Priester geweiht. Anschließend wirkte er in seiner Heimatpfarrei St. Mary’s. 1926 wurde er für ein zweijähriges Aufbaustudium im Kanonischen Recht nach Rom geschickt. Anschließend war wieder in St. Mary’s und wurde 1933 zum Rektor der neu geweihten Christkönigskathedrale ernannt.
Papst Pius XI. ernannte ihn am 16. August 1937 zum Bischof von Hamilton. John Thomas McNally, Erzbischof von Halifax und Ryans Vorgänger als Bischof von Hamilton, spendete ihn am 19. Oktober 1937 die Bischofsweihe. Mitkonsekratoren waren John Thomas Kidd, Bischof von London, und Joseph Anthony O’Sullivan, Bischof von Charlottetown.
Ryan nahm an allen vier Sitzungsperioden des Zweiten Vatikanischen Konzils als Konzilsvater teil. Er wurde auf dem Holy Sepulchre Catholic Cemetery in
Burlington bestattet.